# Rosenholm (TV-serie)
Rosenholm är en svensk TV-serie från 1991. Serien utspelade sig i stuterimiljö. Den regisserades av Marianne Ahrne (avsnitt 1–17), Britt Olofsson (avsnitt 18–23) och Laila Mikkelsen (avsnitt 24–29). 

## Skådespelare
- Evabritt Strandberg – Louise de Witt
- Lars Humble – Carl Johan de Witt
- Tomas Laustiola – Verner Sjölander